# Geschiedenis van Bangladesh

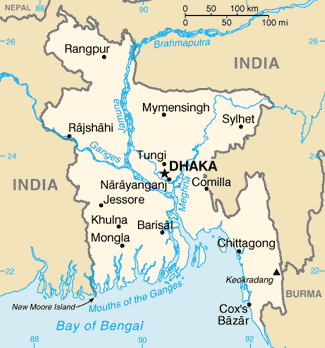
Kaart van Bangladesh

De geschiedenis van Bangladesh begon officieel op het moment dat Bangladesh in 1971 ontstond. De periode van 1946 tot 1971 was het gebied echter al een aparte entiteit.

## Splitsing van Bengalen
Op 3 juli 1946 werd de Brits-Indische provincie Bengalen verdeeld in een overwegend hindoeïstisch West-Bengalen en een overwegend islamitisch Oost-Bengalen. Bij de onafhankelijkheid van India en Pakistan in 1947 kwam West-Bengalen als staat bij India en Oost-Bengalen als provincie bij Pakistan. In 1955 werd Oost-Bengalen hernoemd in Oost-Pakistan.
De deling had rampzalige economische gevolgen voor het gebied; dit gebied moest zich eensklaps redden met een ontoereikende landbouw; daar kwamen ook nog de verliezen van de oorlog en de godsdiensttwisten bij.
Verder waren er nog nodige volksverhuizingen van miljoenen mensen die niet in een moslim-, respectievelijk hindoestaat konden leven. De godsdiensttwisten hadden meer dan één miljoen doden tot gevolg. Ruim 16 miljoen mensen verlieten in het verdeelde Bengalen hun land: de moslims, die naar het nieuwe Oost-Pakistan trokken, en de hindoes, die de andere kant op gingen.
Daar kwam bij dat de jute als het ware de kurk was waarop de economie van het onverdeelde Bengalen had gedreven.
Door de verdeling werden de teelt (in het nieuwe Oost-Pakistan) en de verwerking en verscheping (nu in India) van elkaar gescheiden. De moslimstaat Pakistan bestond in werkelijkheid uit twee verschillende landen. Niet alleen geografisch lagen deze minstens 1300 kilometer uit elkaar, maar ook cultureel, taalkundig en historisch waren ze totaal verschillend. Oost-Pakistan omvatte een zevende van het grondgebied van de nieuwe staat, maar er woonde wel vier zevende van de bevolking.
Ondanks dit numerieke overwicht bleek al snel dat Oost-Pakistan in de nieuwe staat een zeer ondergeschikte rol kreeg. De regering zetelde in Karachi. Het Urdu, dat in geheel Pakistan de officiële taal werd, was voor de Bengali een compleet vreemde taal; de economie werd bepaald door de '22 families' van West-Pakistan, en de belastingopbrengsten in Oost-Pakistan werden in het westen geïnvesteerd.
Daar kwam bij dat het oosten cultureel minderwaardig werd beschouwd en dat de rechtzinnigheid van de moslims aldaar in twijfel werd getrokken. In West-Pakistan nam het inkomen per jaar toe en er werd vooruitgang geboekt op het gebied van de gezondheidszorg en school. Oost-Pakistan werd daarentegen steeds armer; daar daalden zelfs het aantal voorzieningen tot het nulpunt. In de periode 1968 - 1969 had Oost-Pakistan voor zijn 75 miljoen inwoners 6000 ziekenhuisbedden ter beschikking; in West-Pakistan, met 55 miljoen mensen, waren dat er 26.000. Ook wat het onderwijs betreft verschilden de cijfers sterk.
In dit klimaat groeide het nationalisme in Oost-Pakistan. Aanvankelijk richtte het verzet zich voornamelijk tegen grondwetsvoorstellen die de overheersing van het westen zouden bewerkstelligen, en was het vooral een taalstrijd tegen het opgedrongen Urdu. De Bengaalse taalbeweging speelde daar een belangrijke rol in. In de Awami Liga van sjeik Mujibur Rahman vonden de verschillende verzetsbewegingen elkaar in een programma, het zogeheten Zespuntenplan, dat ook economische punten omvatte.

## Onafhankelijkheid
Van een wens tot afscheiding was eind jaren zestig echter nog geen sprake - wel van een federatief samengaan van Oost- en West-Pakistan. West-Pakistan reageerde met de arrestatie van honderden activisten, maar toen in 1970 in heel Pakistan algemene verkiezingen werden gehouden, kwam de ware macht van het oosten aan het licht. De Awami Liga kreeg op grond van de behaalde stemmen de meerderheid in het parlement en zou op grond hiervan de premier mogen aanstellen. Deze verkiezingsoverwinning kwam ook voor Mujibur Rahman kennelijk als een verrassing. Zijn radicale achterban drong aan op een afscheiding, waar Mujibur Rahman zelf weinig heil in zag. Om zijn aanhang bijeen te houden, ging hij weifelend mee met de afscheidingsbeweging.
Eind maart 1971 greep de regering in Karachi militair in om het oosten tot gehoorzaamheid te dwingen. De strijd die volgde, de Bevrijdingsoorlog van Bangladesh, zou een van de bloederigste uit de wereldgeschiedenis worden.
In negen maanden tijd vielen er tijdens deze oorlog 1,25 miljoen doden en raakten bijna 10 miljoen mensen ontheemd.
De strijd met West-Pakistan werd uiteindelijk beslecht door het ingrijpen van India, dat een halt wilde toeroepen aan de vluchtelingenstroom en vreesde dat de strijd zou overslaan naar West-Bengalen, een deel van India. Mujibur Rahman en de Awamileiders, die naar India waren gevlucht, keerden terug toen Pakistan had gecapituleerd. De volksrepubliek Bangladesh werd uitgeroepen met Rahman als president - en hoewel deze zich tijdens de strijd afzijdig had gehouden, werd hij beschouwd als de grote redder van het vaderland.

## Na de onafhankelijkheid
De staat werd opgebouwd naar Brits model, met een parlementair stelsel. Sjeik Mujib werd premier, en in januari 1975 behaalde zijn Awami Liga opnieuw een absolute meerderheid. Maar het feest van de onafhankelijkheid was gevolgd door natuurrampen, epidemieën, explosieve bevolkingstoename en dientengevolge steeds meer armoede en corruptie. De Awami Liga schakelde elke oppositie uit.
Op 15 augustus 1975 greep een groep officieren de macht. Mujibur werd vermoord, het parlement ontbonden en de noodtoestand uitgeroepen. Er volgden nog meer coups, zoals die van generaal Zia Ur Rahman in 1977.
Zia kreeg greep op het land. Hij liet een nieuwe grondwet schrijven, met een sterk uitvoerend presidentschap voor zichzelf. Dit proces werd in 1979 met parlementsverkiezingen afgerond. Zia's BNP behaalde twee derde van het aantal zetels.
In 1981 werd Zia bij een mislukte staatsgreep gedood. Zijn opvolger Satar begon voorzichtig met een democratiseringsproces, maar werd in 1983 zelf afgezet.
Van 1983 tot 1991 stond Bangladesh onder het militair bewind van generaal Ershad. Diens corrupte regering werd uiteindelijk verdreven door twee vrouwen, die het volk voorgingen in de eis van herstel der democratie. Zij waren Sjeik Hasina Wajed, dochter van Mujibur Rahman en leider van de Awami Liga, en Begum Khaleda Zia, weduwe van generaal Zia en hoofd van de BNP.
De samenwerking van de dames eindigde met het herstel van de democratie. Sindsdien deden zij alles om elkaar het regeren te beletten. Stakingen, parlementaire boycots, juridische procedures etc. Voortdurend beschuldigden ze elkaar van corruptie, en vermoedelijk hadden ze beiden gelijk.

## 21e eeuw
De Awami Liga werd in 2001 afgelost door de BNP, die in feite werd geleid door de secretaris-generaal, Tarek Rahman, zoon van Zia. Hij omringde zich met profiteurs en flirtte met moslim-fundamentalisten om zijn machtsbasis te vergroten.
In 2006 weigerde de Awami Liga deel te nemen aan de komende verkiezingen als die zouden worden georganiseerd door de BNP-regering. Daarop trad de weduwe Zia af en vormde president Iajuddin Ahmed een tussenkabinet. Ook dat werd door de oppositie niet geaccepteerd en het politiek straatgeweld dreigde eind 2006 begin 2007 uit te lopen op een burgeroorlog. Daarom kondigde Ahmed de noodtoestand af en benoemde de voormalige gouverneur van de Centrale Bank, Fakhruddin Ahmed tot premier van wat in feite een militaire regering bleek te zijn. De parlementsverkiezingen werden tot nader order uitgesteld.
De nieuwe regering stelde vervolging in tegen de beide ex-premiers. Hasina, die in Londen verbleef, mocht het land niet meer in en Zia zat enige tijd gevangen. De daders van bomaanslagen in het voorjaar van 2006, leiders van de verboden islamitische groepering Jamaatul Mujahideen Bangladesh, werden veroordeeld en opgehangen. Uiteindelijk vonden op 29 december 2008 algemene verkiezingen plaats, die door een alliantie onder leiding van Hasina werden gewonnen. Op 6 januari 2009 werd ze beëdigd als premier.
Na dodelijke rellen vanwege de geplande herinvoering van voorkeursquota bij overheidsfuncties, nam premier Sheikh Hasina op 5 augustus 2024 ontslag, en vluchtte het land uit. Op 8 augustus legde Nobelprijswinnaar Muhammad Yunus (84) de eed af als interim-premier. De crisis wees op de heftige polarisatie in de Bengalese politiek, vooral tussen de Awami-Liga en de Bangladesh Nationalistische Partij, waarbij ook enkele moslimpartijen een rol spelen.